# 뉴 로스트 시티 램블러스

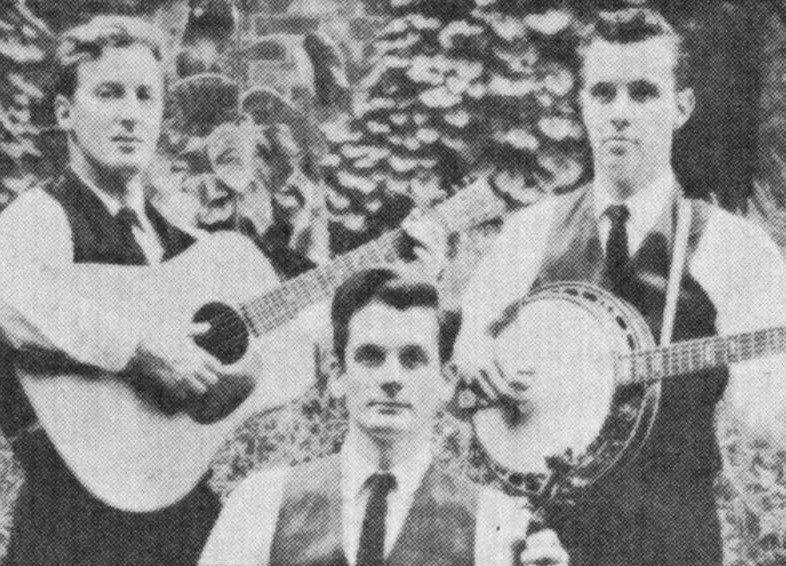
1960년대의 모습

뉴 로스트 시티 램블러스(영어: New Lost City Ramblers, NLCR)는 미국의 컨템퍼러리 올드 타임 현악기 밴드이다. 포크 부흥이 지속되던 1958년에 결성하였으며, 마이크 시거, 존 코언, 톰 페일리 세 명이서 활동하다가 1962년 페일리가 나간 후에는 트레이시 슈워츠가 대신하였다. 시거는 2009년 암으로 사망하였으며, 페일리와 코언은 각각 2017년과 2019년에 세상을 떠났다. 올드 타임 음악 부흥에 힘썼으며, 많은 후세의 음악가들에게 영향을 주었다.

## 경력
램블러스는 1920년대와 1930년대 녹음된 78RPM의 오래된 음악가들의 음악, 특히 《Anthology of American Folk Music》에 수록되었던 노래에서 들은 전통적인 연주 스타일을 취함으로써 두각을 보였다. 당시 위버스나 킹스턴 트리오와 같은 동시대에 활동하던 포크 그룹의 남부 특유 사운드를 지우는 행동을 하지 않았으며, 진정한 사운드를 얻기 위해 노력하였다. 하지만 단지 영감을 받은 노래를 베끼기만 한 것은 아니었으며, 모방하지 않기 위해 다양한 옛 스타일을 사용하였다.

## 디스코그래피
- The New Lost City Ramblers (1958) (포크웨이스)
- Songs from the Depression (1959) (포크웨이스)[1]
- Old-Timey Songs For Children (1959) (포크웨이스)
- The New Lost City Ramblers Vol. II (1960) (포크웨이스)
- The New Lost City Ramblers Vol. III (1961) (포크웨이스)
- Tom Paley, John Cohen, Mike Seeger Sing Songs of The New Lost City Ramblers (1961)
- The New Lost City Ramblers (1961)
- Earth Is Earth Sung by The New Lost City Bang Boys (1961) (포크웨이스)
- The New Lost City Ramblers Vol. 4 (1962) (포크웨이스)
- American Moonshine & Prohibition (1962) (포크웨이스)
- The New Lost City Ramblers Vol. 5 (1963) (포크웨이스)
- Gone to the Country (1963)
- Radio Special # 1 (1963)
- The New New Lost City Ramblers with Tracy Schwarz: Gone to the Country (1963) (포크웨이스)
- String Band Instrumentals (1964) (포크웨이스)
- Old Timey Music (1964)
- Rural Delivery No. 1 (1965) (포크웨이스)
- Remembrance of Things to Come (1966) (포크웨이스)
- Modern Times (1968) (포크웨이스)
- The New Lost City Ramblers with Cousin Emmy (1968) (포크웨이스)
- On the Great Divide (1975) (포크웨이스)
- 20th Anniversary Concert (1978)
- 20 Years-Concert Performances (1978)
- Tom Paley, John Cohen, and Mike Seeger Sing Songs of the New Lost City Ramblers (1978) (포크웨이스)
- Old Time Music (1994)
- The Early Years, 1958-1962 (1991) (포크웨이스)
- Out Standing In Their Field-Vol. II, 1963-1973 (1993) (스미소니언 포크웨이스)
- There Ain't No Way Out (1997) (포크웨이스)
- 40 Years of Concert Performances (2001)
- 50 Years: Where Do You Come From? Where Do You Go? (2009) (스미소니언 포크웨이스)